# Letteratura amarica
La letteratura amarica è la letteratura scritta in lingua amarica; la più diffusa tra le lingue semitiche dell'Etiopia, la lingua propria del popolo degli Amara, e la lingua ufficiale dell'attuale Stato dell'Etiopia.

## Storia

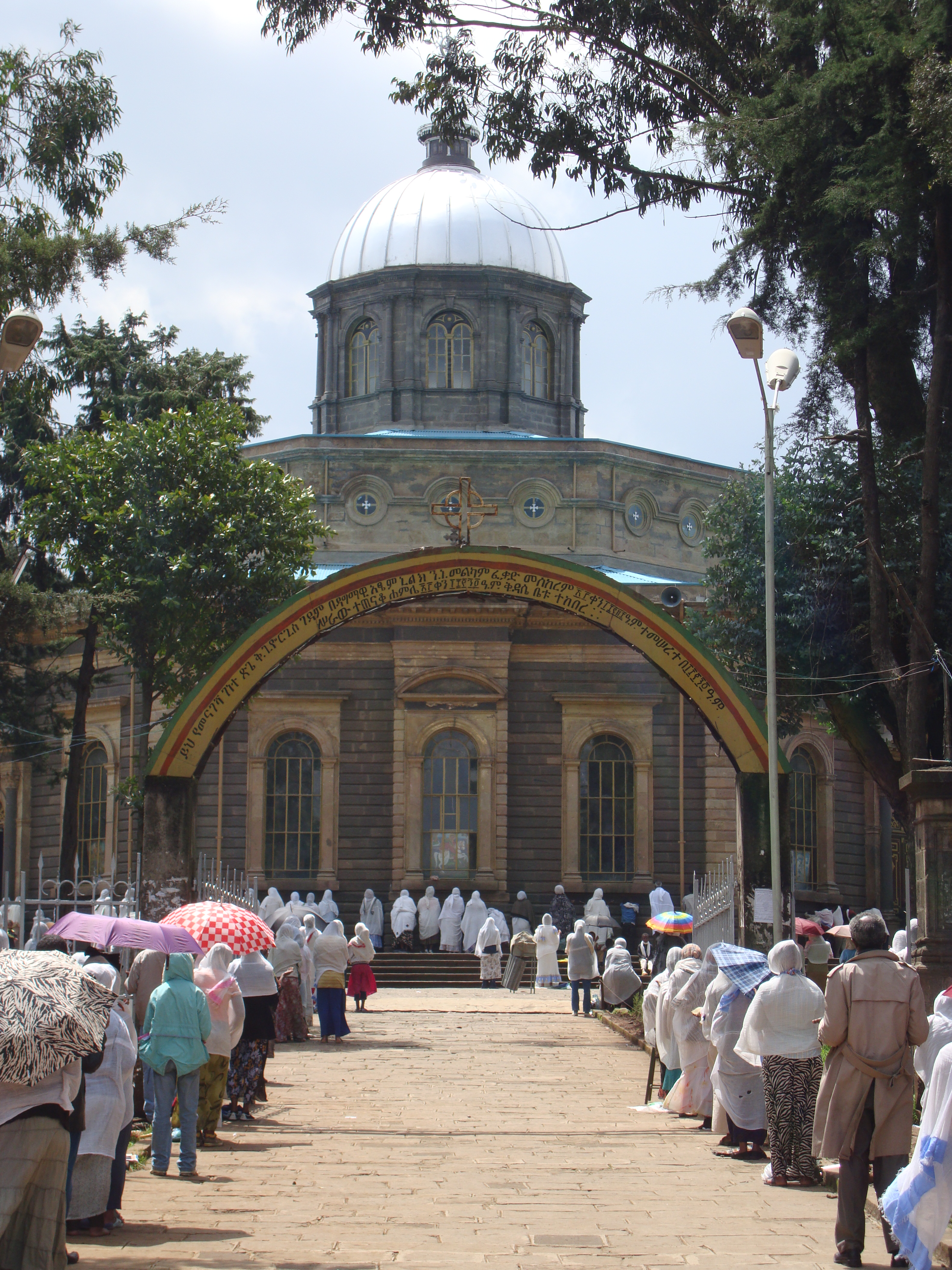
Cattedrale di S. Giorgio, Addis Abeba (XX secolo)

Questa letteratura ha avuto inizio verso il XIII secolo, durante la dinastia Zaguè. I primi documenti letterari che ci sono rimasti sono i brevi Canti reali del XIV e XV secolo. Nel XVII e nel XVIII secolo furono composte delle parafrasi dei salteri, di preghiere e di alcuni trattati teologici. Tra il XVIII e il XIX secolo inizia l'esplorazione del reale e l'influenza dell'Occidente. Ma soltanto sotto il regno di Tewodros II (1855-1868) la letteratura si evolve scrivendo le cronache di questo re, che furono le prime cronache scritte interamente in amarico.
All'inizio del XIX secolo viene effettuata al Cairo una traduzione della Bibbia, anche se dal punto di vista della qualità della lingua l'autore probabilmente non era etiope; partendo da questa versione alcuni stranieri operarono per realizzarne delle revisioni, nonostante anch'essi non avessero una conoscenza adeguata dell'amarico. Una versione più corretta del Nuovo Testamento verrà stampata ad Addis Abeba nel 1955, seguita da quella dell'Antico Testamento nel 1961. 
La traduzione del classico inglese Pilgrim's Progress (Il viaggio del pellegrino) di John Bunyan, del 1892, aprì la strada ad un nuovo genere, ovvero il romanzo allegorico, spesso scritto parzialmente in versi, del quale la prima opera originale fu Libb wällad tarik del 1908 composta da Afeworq Gebre Eyesus. Egli fu anche l'autore di opere didattiche e di una Vita di Menelik II. Più tardi Hiruy Walde Selassié, morto nel 1938, diventò il principale scrittore in amarico sotto la reggenza di Ras Tafari Mekonnen (1916-1920). Egli scrisse biografie, raccolte di poesie, storiografia e saggistica. Le sue opere più note sono Wadaje lebbe, ed un'antologia compilata e pubblicata nel 1926.
La successiva letteratura del XX e del XXI secolo può essere divisa in tre periodi principali:
1. Il periodo dell'occupazione italiana (1935-1941)
2. Il periodo seguito all'indipendenza (1941-1974
3. Il periodo seguito alla rivoluzione (1974-oggi)

1. Durante il primo periodo, i temi dominanti sono l'unità e la sovranità nazionale, la propaganda antifascista, il patriottismo e la glorificazione dell'imperatore. I poeti principali furono Tessema Eshete, Agegnehu Engida, Yoftahe Neguse e Wolde Yohannes Wolde Ghiorgis.
2. Gli autori del periodo dell'indipendanza trasferiscono i loro contenuti verso la critica sociale, l'evocazione dei temi storici, le specificità culturali, la celebrazione della natura e del martirio degli eroi dell'occupazione come l'Abune Petros.
3. Oggi la maggior parte delle opere è di tono moralistico, la psicologia sommaria e il sentimento della natura sono quasi inesistenti, e prevalgono i lunghi discorsi edificanti. Nonostante ciò, alcuni autori studiano la società moderna. Non mancano nomi celebri: Makonnen Endalkatchew, Kebbede Mikael, Mengistu Lemma, Tadesse Liban, Alemayehu Mogas, Tekle Tsodeq Makuria, Abbe Gubanna, Taddele Gebre-Heywot, Salomon Deressa e Seyfu Mattefarya.

## Bibliografia

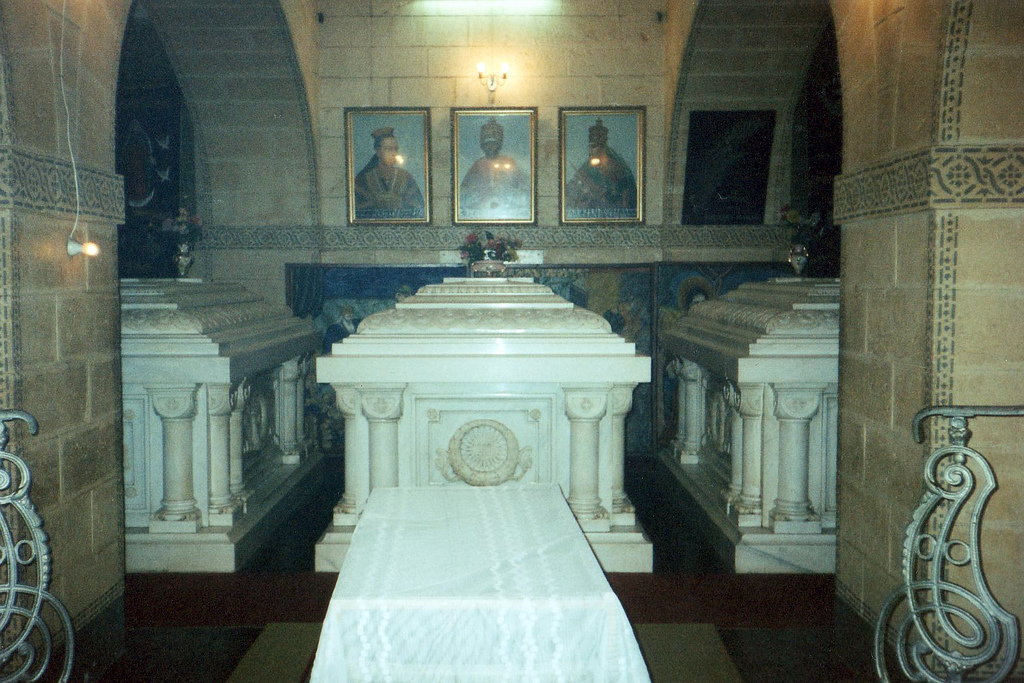
Mausoleo di Menelik II, Addis Abeba